# ティボー・フランマン
ティボー・フランマン（Thibaud Flament、1997年4月29日 - ）は、トップ14スタッド・トゥールーザンに所属するラグビー選手。

## プロフィール
- フランス・パリ出身[1]。
- ポジションはロック(LO)、フランカー(FL)。
- 身長 203cm、体重 116kg
- フランス代表キャップは7（2022年3月現在）。

## 略歴
ニューマン、ラフバラー大学RUFC、ワスプスを経て、2020年、トゥールーズに加入